# Ochthebius bactrianus
Ochthebius bactrianus är en skalbaggsart som beskrevs av Emile Janssens 1962. Ochthebius bactrianus ingår i släktet Ochthebius och familjen vattenbrynsbaggar. Inga underarter finns listade i Catalogue of Life.